# Hana Ptáčková-Luttnová
Hana Ptáčková-Luttnová v matrice psaná Johanna Anna (12. května 1882 Brandýs nad Orlicí – ?) byla česká dramatická spisovatelka.

## Životopis
Ve zdrojích je uveden chybný rok narození 1883. Rodiče Hany Ptáčkové-Luttnové byli Josef Luttna a Marie Luttnová-Svobodová-Ježková. Hana měla dvě sestry: Viléminu Kniplovou-Luttnovou (15. 9. 1879) a Annu Luttnovou (23. 2. 1886). Provdala se 18. dubna 1917 v Brandýse na Orlicí za Josefa Ptáčka (8. 4. 1889). Měli syna Jiřího Ptáčka.
Hana Ptáčková-Luttnová byla autorkou divadelních her a libretistka. Byla vzdálená příbuzná Zdeňka Fibicha. Bydlela ve Staré Pace.

## Dílo

### Divadelní hry
- Vzhůru za Blériotem: fraška o 3 jednáních – Ústí nad Orlicí: nákladem vlastním; Praha: Švejda, 1913
- Nevěsta: obraz z vesnického života o 4 jednáních – 1914; Stará Paka: nákladem vlastním; Praha: Švejda, 1925
- Komediantky: veselohra o třech jednáních – 1917; Brandýs nad Orlicí: nákladem vlastním; Praha: Švejda, 1925
- Jinak rozum, jinak srdce: obraz z vesnického života o 4 jednáních – Stará Paka: nákladem vlastním, 1919
- Květy v bouři: obraz z vesnického života o 4 jednáních – Stará Paka: nákladem vlastním, 1919; Praha: Švejda, 1925
- Slasti režiserovy: veselohra o třech jednáních – 1922; Stará Paka: nákladem vlastním; Praha: Švejda, 1925
- Dost – 1922

### Opereta
- Amorův žert: pohádková opereta – hudba František Špindler; provedení duben 1920 v Ústí nad Orlicí[3]